# Parathyonacta bonifaznunoi
Parathyonacta bonifaznunoi is een zeekomkommer uit de familie Cucumariidae.
De wetenschappelijke naam van de soort werd in 1984 gepubliceerd door M.E. Caso.